# Boleniec
Boleniec (kaszb. Bòlińc, niem. Bollenz) – uroczysko-dawna miejscowość w Polsce położona w województwie pomorskim, w powiecie słupskim, w gminie Smołdzino na Mierzei Łebskiej.
Wieś rybacka została zasypana przez wydmy ruchome, obecnie jest to teren Słowińskiego Parku Narodowego.

## Nazwa
Nazwa ma pochodzenie słowiańskie i charakter topograficzny. Powstała przez dodanie do nazwy pospolitej boleń („gatunek ryby, Leuciscus aspius”) formantu -c. Friedrich Lorentz odnotował formy nazwy w lokalnych gwarach słowińskich: Bɵlĩnc, Bɵlį̃nc. Niemiecka nazwa Bollenz jest adaptacją fonetyczną pierwotnej nazwy słowiańskiej.
Rada Języka Kaszubskiego proponuje kaszubską formę nazwy Bòléńc.

## Historia
Wieś była zamieszkana przez Słowińców, a pierwsze wzmianki o niej pochodzą z 1558 roku (dokument księcia Bogusława X oraz protokół sądowy). Mieszkańcy zajmowali się rybołówstwem. Na terenie wsi znajdowały się chaty kryte sitowiem. Zostały one zasypane przez wędrujące wydmy, a mieszkańcy Boleńca musieli się przenieść w inne miejsce.